# Micobiota
Micobiota é o nome dado ao grupo de todos os fungos presentes em uma determinada região geográfica (por exemplo, "a micobiota da Irlanda") ou tipo de habitat (por exemplo, "a micobiota do cacau").

## Micobiota humana
A micobiota existe na superfície e no sistema gastrointestinal de humanos. Existem até 66 gêneros e 184 espécies no trato gastrointestinal de pessoas saudáveis. A maioria deles está no gênero Candida.
Embora encontrada na pele e no trato gastrointestinal em indivíduos saudáveis, a micobiota residente normal pode se tornar patogênica em pessoas imunocomprometidas. Essas infecções multiespécies levam a mortalidades mais altas. Além disso, infecções hospitalares por C. albicans tornaram-se uma causa de grandes problemas de saúde. Uma alta taxa de mortalidade (de 40-60%) está associada à infecção sistêmica.
As mais bem estudadas são as espécies de Candida devido à sua capacidade de se tornar patogênica em hospedeiros imunocomprometidos e até mesmo em hospedeiros saudáveis. As leveduras também estão presentes na pele, como as espécies de Malassezia, onde consomem óleos secretados pelas glândulas sebáceas. Pityrosporum (Malassezia) ovale, que é dependente de lipídios e encontrado apenas em humanos. P. ovale foi posteriormente dividido em duas espécies, P. ovale e P. orbiculare, mas as fontes atuais consideram que esses termos se referem a uma única espécie de fungo, sendo M. furfur o nome preferido.